# Левищев, Анатолий Константинович
Анатолий Константинович Левищев (род. не ранее 1952, Севастополь) — советский боксёр. Чемпион СССР (1972), чемпион УССР (1974, 1975). Мастер спорта СССР международного класса по боксу (1973).

## Биография
Родился в Севастополе. Выступал за общество «Спартак» (Севастополь) в весовой категории до 54 кг, с 1974 до 57 кг. Тренер Анатолий Иосифович Григорян.
Достижения:
- чемпион Европы среди юниоров 1970, Мишкольц, Венгрия.
- Победитель первенства ВЦСПС 1969 г.
- Серебряный призер открытого первенства Мексики 1970 г.
- Победитель международного турнира (Голландия г. Амстердам ) 1972 г.

В Матче СССР — США по боксу 1971 победил по очкам 23 января Эдуарда Сантьяго.
- Летняя Спартакиада народов СССР, Москва, 1971, бронза
- Чемпион СССР, Москва, 1972, золото

В Матче СССР — США по боксу 1972 победил 11 февраля нокаутом Г. Льюиса.
Участник Чемпионата Европы, Белград, 1973, не вышел из 1/8 финала.
Был в составе сборной СССР по боксу на матче против сборной США 1973 года в Лас-Вегасе, отправил Рея Террагуда в нокаут в 1 раунде, 30 января в Денвере Ричи Харриса победил за явным преимуществом во 2 раунде. Спортсмен получил звание Мастера спорта международного класса.
- Чемпион УССР (1974)
- Чемпион УССР (1975).
- Победитель Всесоюзного турнира Памяти Героев Севастополя 1974 г.
- Чемпион VI Спартакиады УССР 1975 г.
- Чемпион Студенческих игр УССР 1974 г.
- Победитель ЦС ДСО "Спартак" 1975 г.

Окончил Севастопольский приборостроительный институт. 
Служил в спортроте Черноморского флота. Боксировал в левосторонней стойке. Коронным ударом был мощный левый. Активно использовал этот прием в ринге, часто заканчивал бой ещё в первом раунде.